# イリーナ・ヘラシチェンコ
イリーナ・ヴォロディミリフナ・ヘラシチェンコ（ウクライナ語: Ірина Володимирівна Геращенко、ラテン文字転写の例: Iryna Volodymyrivna Herashchenko、1971年5月15日 - ）は、ウクライナの政治家、ジャーナリスト。ロシア語ではイリーナ・ヴラジーミロヴナ・ゲラシチェンコ（露: Ирина Владимировна Геращенко、ラテン文字転写の例: Irina Vladimirovna Gerashchenko）となる。
ウクライナ最高会議の初代副議長（任期: 2016年4月14日 - 2019年8月29日）。2017年に聖オリガ公妃勲章三等を受章している。

## 経歴
1971年、ソビエト連邦のウクライナ・ソビエト社会主義共和国のチェルカースィ州にある都市チェルカースィに生まれる。1988年、I・F・モモット記念チェルカースィ第26番中等学校を優秀な成績で卒業する。同年、タラス・シェフチェンコ記念国立キエフ大学のジャーナリズム学部に入学する。1993年、同学部を優秀な成績で卒業し、ジャーナリズムの学位を取得する。2011年、ウクライナの外務省に付置された外交アカデミーを卒業する。2012年、キエフ大学の法学部を通信教育により卒業する。
1993年から1995年まで、テレビチャンネル、UTキエフ（ウクライナ語: УТ Київ）で放送される子どもや青年向け番組の編集者を務める。1995年から1997年まで、テレビ番組制作会社 Юністьで青年向け番組の編集者を務める。1997年から1998年まで、テレビスタジオ Відродженняにおいてテレビチャンネル、UTで放送される青年向け番組の編集長を務める。1998年から2000年まで、ウクライナ・インディペンデント・テレビ・コーポレーション（ウクライナ語: Українська незалежна ТБ-корпорація）によって設置されたテレビチャンネル、インテルの特派員を務める。2000年から2001年まで、インテルのコメンテーターを務める。2001年には、テレビ番組 Особливі прикметиの制作に携わっている。
2005年から2006年まで、ウクライナの当時の大統領ヴィクトル・ユシチェンコの報道官を務める。2006年から2007年まで、ウクライナ独立通信社の社長を務める。2007年、第6期召集ウクライナ最高会議で人民代議員に我らのウクライナ・人民防衛ブロックから選出され、2012年まで同職を務める。2012年、第7期召集最高会議で人民代議員にウクライナ民主改革連合から選出され、2014年まで同職を務める。
2014年、第8期召集最高会議で人民代議員にペトロ・ポロシェンコ・ブロックから選出され、2019年まで同職を務める。2014年6月17日、ウクライナの当時の大統領ペトロ・ポロシェンコの命令により、ドネツィク・ルハンシク両州平和的情勢解決問題大統領全権代表となる。2016年4月14日から2019年8月29日まで、最高会議の初代副議長を務める。2019年8月29日、第9期召集最高会議で人民代議員に欧州連帯党から選出され、以降同職を務めている。

## 受賞
- 2017年 - 聖オリガ公妃勲章（ウクライナ語版、英語版）三等[6]
- 2000年 - オナード・ジャーナリスト・オブ・ウクライナ（ウクライナ語版、英語版）[1]

## 評価
ウクライナの雑誌『フォーカス』による同国で最も影響力のある女性トップ100のランキングにおけるヘラシチェンコの順位は、次のとおりである。
- 2007年 - 14位[7]
- 2013年 - 24位[10]
- 2014年 - 10位[11]
- 2015年 - 11位[12]
- 2016年 - 2位[13]
- 2017年 - 3位[14]
- 2020年 - 11位[15]
- 2021年 - 8位[16]